# Bactrocera hollingsworthi
Bactrocera hollingsworthi
 es una especie de díptero que Drew y Romig describieron por primera vez en 2001. Bactrocera hollingsworthi pertenece al género Bactrocera de la familia Tephritidae.  